# Міст Маргіт
Міст Маргіт (міст Маргарет, Margit híd) — другий найстаріший міст в Будапешті, Угорщина, після Ланцюгового мосту Сечені.
Міст має чотири смуги автомобільного руху — по дві смуги руху в обох напрямках, дві трамвайні смуги — по одній в кожному напрямку, пішохідні та велосипедні доріжки.

## Назва
Міст названий на честь Святої Маргарити (1242-1270 роки), дочки угорського Короля Бели IV, як і одноіменний острів Маргіт. Таку назву міст отримав завдяки тому, що він поєднав острів Маргіт з частинами міста Будою та Пештом, до появи моста дістатися до острова можна було лише по воді.

## Розташування
Міст Маргіт знаходиться в Районі II на лівому березі Буда та в районах Belváros V та Újlipótváros XIII на правому березі Пешт. Він з'єднує бульвар Святого Іштвана (Szent István körút) в Пешті та бульвар Маргіт (Margit körút) в Буді.

## Конструкція
Міст Маргіт має сталеву арочну конструкцію з масивними опорами та великим радіусом арок. Міст має шість опор. Довжина моста 607 метрів, ширина 25 метрів.
Відмінною рисою моста Маргіт є його форма. Міст складається з двох основних частин, які з'єднуються на острові Маргіт під кутом 165°. Така конструкція обумовлена тим, що міст знаходиться в місці де Дунай утворює два рукави, тому при зведенні моста будівельникам довелося змінити річкове русло та розташувати кожну з двох частин моста перпендикулярно течії.
Перпендикулярно від середньої опори моста відходить третя 70-метрова частина, яка веде до острова Маргіт.

## Історія
В березні 1871 року було розпочато міжнародний конкурс на проектування мосту. Всього було заявлено 43 претендента, серед яких були найбільш відомі інженери тієї епохи з Англії, Франції, Німеччини та Австрії. В результаті переміг проект французького архітектора Ернеста Гуена.
Будівництво моста розпочалось у серпні 1872 року зі спорудження фундаменту. Через холодну зиму роботи довелося зупинити, відновили роботи тільки в березні 1873 року з будівництвом центральної колони. Всі фундаментні роботи були завершені до жовтня.
Залізні елементи, що утворюють мостову конструкцію, були виготовлені у Франції та перевезені до Угорщини в березні 1874 року. Граніт для облицювання опор доставляли з Австрії.
До жовтня 1875 року було завершено встановлення металоконструкцій. Відкриття мосту для руху відбулось 30 квітня 1876 року.
Міст мав дуже вишуканий вигляд.
Всі опори мосту були прикрашені скульптурами французького скульптора Адольфа Табарда. На південній стороні центральної опори стояли два кам'яних обеліска, між якими розміщувалося зображення герба країни та імператорської корони.
На обох берегах Дунаю було встановлено по парі митних будівель, де треба було платити за перехід через міст.
До 1896 року по мосту ходила конка. На мосту працював кінний вершник, так званий «nyargonc», який додатково запрягав свого тяглового коня та допомагав витягати важкі вози. У 1887 році конку змінив трамвайний рух. Трамвайні колії проходили не по середині моста, а поруч з тротуаром.
У 1900 році за проектом Бели Жигмонда та Еде Екерманна до основної частини моста була прибудована третя частина, що з'єднувала міст з островом Маргіт.
Спочатку міст був викладений дерев'яною бруківкою, яка дуже швидко приходили в непридатність, тому в 1920 році її замінили на кам'яну.
Вже у 1935 році міст потребував технічної реконструкції, яка була з успіхом проведена без припинення руху та закриття мосту на ремонт. В ході реконструкції міст був значно перебудований: розширено полотно, трамвайні колії перенесено на середину моста, замінено металеві опорні арки.
Міст Маргарити був зруйнований 4-го листопада 1944 року, коли випадковий вибух повністю знищив східний проліт.
18 січня 1945 року відступаючі німецькі частини знищили мостові прольоти з Будайського боку.
Після війни міст був відновлений зі значно зміненою конструкцією. Замість вісьми опор було встановлено шість. Радіус опорних арок був збільшений на 25 %, щоб вони могли витримати навантаження подовжених прольотів моста. Ширина моста знову була збільшена та досягла 25 метрів. Однак, французьку витонченість було замінено на соціалістичну прямолінійність: зникли красиві канделябри з грифонами, що підтримують ліхтарі, а замість ажурних перил з'явилися звичайні загороджувальні решітки.
У 2009 році міст був закритий на чергову реконструкцію, після якої він отримав більш витончений вигляд.
Залізобетонне полотно моста було замінено міцними сталевими пластинами, було відновлено мереживо перил, встановлено нову підсвітку, розширені транспортні шляхи та пішохідні тротуари, виділена велосипедна доріжка.
Також була виконана робота по відновленню архітектурних прикрас.